# Palazzo del Podestà (Magliano in Toscana)
Il palazzo del Podestà, o palazzo dei Priori, è un edificio storico situato a Magliano in Toscana, nella provincia di Grosseto.

## Storia
Il palazzo fu costruito nel 1425, per volontà del capitano del popolo Pietro Salimbeni Benassai, che lo utilizzò come residenza. L'edificio fu inoltre residenza dei priori per il periodo della loro carica. Le ristrutturazioni che ha subito nel corso dei secoli hanno modificato parte del suo aspetto originario.

## Descrizione
L'edificio si presenta in stile tardogotico, tipico degli schemi dell'architettura senese del Quattrocento. Sulla facciata del palazzo sono ancora oggi riconoscibili gli stemmi dei principali cittadini illustri di Magliano, come quello di Salimbeni Benassai stesso, quello della famiglia Piccolomini e quello della famiglia Bandinelli.